# Jack de Vries
Jack de Vries, né le 28 mars 2002 à Akron (États-Unis), est un joueur américain de soccer qui évolue au poste de milieu de terrain au Vis Pesaro.

## Biographie

### En club
De Vries a fait ses débuts en USL Championship avec le Steel de Bethlehem au cours de leur saison 2019, tout en faisant partie de l'académie du Union de Philadelphie,.
En 2020, de Vries s'engage verbalement avec l'université de Virginie pour pratiquer le soccer universitaire. Cependant, de Vries choisit finalement de signer un accord professionnel avec le Union de Philadelphie le 20 août 2019 avant la saison 2020,.
Le 31 août 2021, il est prêté au Venezia FC, où il rejoint ses compatriotes Gianluca Busio et Tanner Tessmann ; au sein de l'équipe qui vient de faire son retour en Serie A, il intègre initialement l'équipe de Championnat Primavera,.
S'illustrant en enchainant les buts dans la compétition junior, de Vries fait ses débuts avec les Vénitiens le 14 décembre 2021, entrant en jeu lors de la victoire 3-1 en Coupe d'Italie contre Ternana,,. Il termine la saison 2021-2022 en Primavera avec un total de quatorze buts et sept passes décisives en vingt-trois rencontres, poussant le Venise FC à le transférer définitivement alors que l'équipe première vient d'être reléguée en Serie B. Malgré tout, il ne joue que trois rencontres, à la fin de l'été 2022, avant de finalement être prêté au KTP Kotka, en première division finlandaise jusqu'à l'issue de la saison 2022-2023,. Le même jour, il est titularisé par son équipe face à l'IFK Mariehamn en Coupe de la Ligue avant d'être remplacé à l'heure de jeu (1-1).

### En sélection
Avec les moins de 17 ans, il participe au championnat de la CONCACAF des moins de 17 ans en 2019,. Les joueurs américains s'inclinent en finale face au Mexique.

## Vie privée
Jack est le fils de Raimo de Vries (en), un ancien footballeur professionnel néerlandais qui a joué pour les Rapids du Colorado.

## Palmarès
Équipe américaine des moins de 17 ans
- Vice-champion CONCACAF des moins de 17 ans en 2019 (en)